# Wola Pierowa
Wola Pierowa – wieś w Polsce położona w województwie łódzkim, w powiecie kutnowskim, w gminie Nowe Ostrowy.
| SIMC    | Nazwa | Rodzaj    |
| ------- | ----- | --------- |
| 0571984 | Kierz | część wsi |

W latach 1975–1998 miejscowość administracyjnie należała do województwa płockiego.

## Zabytki
Według rejestru zabytków NID na listę zabytków wpisane są obiekty:
- kościół parafialny pw. św. Andrzeja, 1630, 1920, nr rej.: 559 z 23.02.1988
- cmentarz kościelny, jw.